# 高校生ものづくりコンテスト全国大会
高校生ものづくりコンテスト全国大会（こうこうせいものづくりコンテストぜんこくたいかい）は、高校生による工業技術・技能を競うコンテスト。全国工業高等学校長協会が工業教育の振興・発展のための活動の一環として主催し、毎年10月に行われる。「高校生技能五輪」、「ものづくり甲子園」などとも呼ばれる。

## 趣旨
- 各工業高等学校で取り組んでいるものづくりの学習効果の発表の場として、技術・技能を競い合う全国的な大会を企画し、産業を支える日本の技術・技能水準の向上を図り、若年技術・技能労働者を確保、育成すること。

## 部門
- 機械系
  - 旋盤作業部門（第1回 - ）
  - 自動車整備部門（第2回 - ）
- 電気系
  - 電気工事部門（第1回 - ）
  - 電子回路組立部門（第1回 - ）
- 化学系
  - 化学分析部門（第1回 - ）
- 建設系
  - 木材加工部門（第1回 - ）
  - 橋梁模型製作部門（第2回 - 第6回）
  - 測量部門（第7回 - ）

## 結果

### 第1回 - 第11回
第1回（2001年）
- 機械系・旋盤作業部門（経済産業大臣賞）
  - 優勝：高居堅治（神戸市立神戸工業高等学校）
  - 2位：木山成悟（茨城県立日立工業高等学校）
  - 3位：齋藤安弘（大阪府立今宮工業高等学校）
- 電気系・電気工事部門（厚生労働大臣賞）
  - 優勝：北川雄人（神奈川県立神奈川工業高等学校）
  - 2位：大西晃弘（徳島県立貞光工業高等学校）
  - 3位：今野健志（岩手県立大船渡工業高等学校）
- 電気系・電子回路組立部門（厚生労働大臣賞）
  - 優勝：尾高光（北海道帯広工業高等学校）
  - 2位：髙橋啓太（東京都立府中工業高等学校）
  - 3位：中川淳（富山県立砺波工業高等学校）
- 化学系・化学分析部門（文部科学大臣賞）
  - 優勝：村井明香（富山県立富山北部高等学校）
  - 2位：水澤宏匡（宮城県石巻工業高等学校）
  - 3位：與那城翼（沖縄県立沖縄工業高等学校）
- 建設系・木材加工部門（農林水産大臣賞）
  - 優勝：中山昭道（長崎県立大村工業高等学校）
  - 2位：加藤章吾（福島県立福島工業高等学校）
  - 3位：長嶋光雄（武蔵越生高等学校）

第2回（2002年）
- 機械系・旋盤作業部門（経済産業大臣賞）
  - 優勝：只熊和久（長崎県立長崎工業高等学校）
  - 2位：伊藤賢一（愛知県立西尾実業高等学校）
  - 3位：行舩大輔（鹿児島県立加治木工業高等学校）
- 機械系・自動車整備部門（国土交通大臣賞）
  - 優勝：土井佑太（福岡市立博多工業高等学校）
  - 2位：五十嵐隆将（神戸市立神戸工業高等学校）
  - 3位：宮﨑毅（群馬県立渋川工業高等学校）
- 電気系・電気工事部門（厚生労働大臣賞）
  - 優勝：石濱将利（愛知県立半田工業高等学校）
  - 2位：臼井学（神奈川県立平塚工業高等学校）
  - 3位：小谷高司（兵庫県立兵庫工業高等学校）
- 電気系・電子回路組立部門（厚生労働大臣賞）
  - 優勝：小田悟司（長崎県立大村工業高等学校）
  - 2位：早川俊介（岐阜県立中津川工業高等学校）
  - 3位：横山正之（新潟県立新津工業高等学校）
- 化学系・化学分析部門（文部科学大臣賞）
  - 優勝：横山和哉（岡山県立水島工業高等学校）
  - 2位：小寺拓也（東京都立科学技術高等学校）
  - 3位：松尾佳祐（長崎県立長崎工業高等学校）
- 建設系＿木材加工部門（農林水産大臣賞）
  - 優勝：鈴木志穂（北海道函館工業高等学校）
  - 2位：八朔一真（兵庫県立東播工業高等学校）
  - 3位：佐藤圭太（青森県立南部工業高等学校）
- 建設系・橋梁模型製作部門（国土交通大臣賞）
  - 優勝：川島貴幸（福岡県立八女工業高等学校）
  - 2位：野田裕晃（名古屋市立工芸高等学校）
  - 3位：岩下崇之（兵庫県立豊岡実業高等学校）

第3回（2003年）
- 機械系・旋盤作業部門（経済産業大臣賞）
  - 優勝：岩田将弘（愛知県立刈谷工業高等学校）
  - 2位：熊谷真貴人（長崎県立長崎工業高等学校）
  - 3位：井田清（群馬県立伊勢崎工業高等学校）
- 機械系・自動車整備部門（国土交通大臣賞）
  - 優勝：重岡孝行（福岡市立博多工業高等学校）
  - 2位：城後智志（おかやま山陽高等学校）
  - 3位：鎌田宏樹（武蔵工業大学第二高等学校）
- 電気系・電気工事部門（厚生労働大臣賞）
  - 優勝：濱野一政（愛知県立半田工業高等学校）
  - 2位：土井翔太（長崎県立長崎工業高等学校）
  - 3位：田中秀典（栃木県立栃木工業高等学校）
- 電気系・電子回路組立部門（厚生労働大臣賞）
  - 優勝：久保田大介（北海道帯広工業高等学校）
  - 2位：中谷洋介（岐阜県立中津川工業高等学校）
  - 3位：細川雅透（福井県立科学技術高等学校）
- 化学系・化学分析部門（文部科学大臣賞）
  - 優勝：尾作奈美（東京都立科学技術高等学校）
  - 2位：南慎二（愛知県立西尾実業高等学校）
  - 3位：篠塚沙耶花（銚子市立銚子高等学校）
- 建設系・木材加工部門（農林水産大臣賞）
  - 優勝：掘秀慈郎（熊本県立球磨工業高等学校）
  - 2位：冨吉剣人（東京都立工芸高等学校）
  - 3位：早川義基（三重県立四日市工業高等学校）
- 建設系・橋梁模型製作部門（国土交通大臣賞）
  - 優勝：上原祥子（沖縄県立沖縄工業高等学校）
  - 2位：鈴木健司（北海道函館工業高等学校）
  - 3位：水野貴詞（岐阜県立中津川工業高等学校）

第4回（2004年）
- 機械系・旋盤作業部門（経済産業大臣賞）
  - 優勝：岩岡亮馬（静岡県立静岡工業高等学校）
  - 2位：山本陽介（長崎県立長崎工業高等学校）
  - 3位：稲垣薫（愛知県立鶴城丘高等学校）
  - 特別賞：福井光平（大阪府立生野高等聾学校）
  - 特別賞：横田享之（東京都立板橋技術専門校）
- 機械系・自動車整備部門（国土交通大臣賞）
  - 優勝：城後友行（福岡市立博多工業高等学校）
  - 2位：檜西洸（広島市立広島工業高等学校）
  - 3位：松村圭祐（福井工業大学附属福井高等学校）
- 電気系・電気工事部門（厚生労働大臣賞）
  - 優勝：安部悟史（広島市立広島工業高等学校）
  - 2位：山田敏和（愛知県立半田工業高等学校）
  - 3位：吉水優樹（長崎県立大村工業高等学校）
- 電気系・電子回路組立部門（厚生労働大臣賞）
  - 優勝：清水輝（福岡県立小倉工業高等学校）
  - 2位：山田克志（北海道釧路工業高等学校）
  - 3位：石田祐司（広島県立宮島工業高等学校）
- 化学系・化学分析部門（文部科学大臣賞）
  - 優勝：伊神卓（愛知県立愛知工業高等学校）
  - 2位：大塚章代（富山県立富山北部高等学校）
  - 3位：佐藤武史（福岡県立小倉工業高等学校）
- 建設系・木材加工部門（農林水産大臣賞）
  - 優勝：山本寅喜（真颯館高等学校）
  - 2位：土川晃廣（愛知県立一宮工業高等学校）
  - 3位：松本将吾（福井県立武生工業高等学校）
- 建設系・橋梁模型製作部門（国土交通大臣賞）
  - 優勝：堀中祐子（長崎県立長崎工業高等学校）
  - 2位：山﨑樹（高知県立高知工業高等学校）
  - 3位：北川忠幸（秋田県立大曲工業高等学校）

第5回（2005年）
- 機械系・旋盤作業部門（経済産業大臣賞）
  - 優勝：服部徹也（名古屋市立工業高等学校）
  - 2位：酒向達也（千葉県立市川工業高等学校）
  - 3位：藤岡祐馬（愛媛県立東予高等学校）
- 機械系・自動車整備部門（国土交通大臣賞）
  - 優勝：泰道昭則（三重県立松阪工業高等学校）
  - 2位：中村和憲（おかやま山陽高等学校）
  - 3位：綾塚俊博（福岡市立博多工業高等学校）
- 電気系・電気工事部門（厚生労働大臣賞）
  - 優勝：竹内敏紀（愛知県立碧南工業高等学校）
  - 2位：勝連純一（鳥取県立鳥取工業高等学校）
  - 3位：小林紀揮（栃木県立足利工業高等学校）
- 電気系・電子回路組立部門（厚生労働大臣賞）
  - 優勝：山本慎（愛知県立岡崎工業高等学校）
  - 2位：梶山将太（茨城県立水戸工業高等学校）
  - 3位：岩田貴志（鳥取県立米子工業高等学校）
- 化学系・化学分析部門（文部科学大臣賞）
  - 優勝：渡辺拓哉（北海道函館工業高等学校）
  - 2位：竹岡翼（長崎県立長崎工業高等学校）
  - 3位：花嶋宏起（東京都立科学技術高等学校）
- 建設系・木材加工部門（農林水産大臣賞）
  - 優勝：森田小百合（東京都立工芸高等学校）
  - 2位：中西良（真颯館高等学校）
  - 3位：井出和志（愛知県立一宮工業高等学校）
- 建設系・橋梁模型製作部門（国土交通大臣賞）
  - 優勝：禧久裕成（栃木県立宇都宮工業高等学校）
  - 2位：松本高志（福岡県立八女工業高等学校）
  - 3位：鈴木貴博（山形県立長井工業高等学校）

第6回（2006年）
- 機械系・旋盤作業部門（経済産業大臣賞）
  - 優勝：村松昂紀（静岡県立静岡工業高等学校）
  - 2位：石原周（愛知県立愛知工業高等学校）
  - 3位：濵口義紀（千葉県立市川工業高等学校）
- 機械系・自動車整備部門（国土交通大臣賞）
  - 優勝：中村信（小松原高等学校）
  - 2位：清水龍（広島市立広島工業高等学校）
  - 3位：岡正樹（愛知県立小牧工業高等学校）
- 電気系・電気工事部門（厚生労働大臣賞）
  - 優勝：峰裕大（長崎県立長崎工業高等学校）
  - 2位：薄井大輔（埼玉県立狭山工業高等学校）
  - 3位：小野寺翔（群馬県立藤岡工業高等学校）
- 電気系・電子回路組立部門（厚生労働大臣賞） 
  - 優勝：小口宏之（長野県松本工業高等学校）
  - 2位：松木将大（北海道帯広工業高等学校）
  - 3位：岩田貴志（鳥取県立米子工業高等学校）
- 化学系・化学分析部門（文部科学大臣賞）
  - 優勝：花嶋宏起（東京都立科学技術高等学校）
  - 2位：長島弘実（埼玉県立いずみ高等学校）
  - 3位：井手口侑磨（長崎県立長崎工業高等学校）
- 建設系・木材加工部門（農林水産大臣賞）
  - 優勝：上田晃弘（兵庫県立東播工業高等学校）
  - 2位：服部翔馬（福井県立武生工業高等学校）
  - 3位：服部吉伸（愛知県立佐織工業高等学校）
- 建設系・橋梁模型製作部門（国土交通大臣賞） 
  - 優勝：北川恒（秋田県立大曲工業高等学校）
  - 2位：上原達也（沖縄県立沖縄工業高等学校）
  - 3位：伊藤輝政（岐阜県立中津川工業高等学校）

第7回（2007年）
- 機械系・旋盤作業部門（経済産業大臣賞） 
  - 優勝：藁科雄介（静岡県立静岡工業高等学校）
  - 2位：村松昂紀（静岡県立静岡工業高等学校）
  - 3位：小原常義（鹿児島県立加治木工業高等学校）
- 機械系・自動車整備部門（国土交通大臣賞） 
  - 優勝：田中雅人（三重県立松阪工業高等学校）
  - 2位：折戸勇典（名古屋市立工業高等学校）
  - 3位：平井翔太（長崎県立長崎工業高等学校）
- 電気系・電気工事部門（厚生労働大臣賞）
  - 優勝：竹内翔（愛知県立半田工業高等学校）
  - 2位：開坂翔太（栃木県立那須清峰高等学校）
  - 3位：菅原将則（岩手県立一関工業高等学校）
- 電気系・電子回路組立部門（厚生労働大臣賞）
  - 優勝：小口宏之（長野県松本工業高等学校）
  - 2位：神谷真浩（静岡県立浜松城北工業高等学校）
  - 3位：松浦脩人（宮城県工業高等学校）
- 化学系・化学分析部門（文部科学大臣賞）
  - 優勝：藤原美里（静岡県立浜松工業高等学校）
  - 2位：山岸由佳（東京都立科学技術高等学校）
  - 3位：神保俊彰（北海道旭川工業高等学校）
- 建設系・木材加工部門（農林水産大臣賞）
  - 優勝：村山功真（熊本県立球磨工業高等学校）
  - 2位：隅悠多（青森県立南部工業高等学校）
  - 3位：酒井勇人（静岡県立天竜林業高等学校）
- 建設系・測量部門（国土交通大臣賞）
  - 優勝：野沢佑介、片平恵美理、末高涼（静岡県立静岡工業高等学校）
  - 2位：岡元輝一郎、玉利章悟、山下禎夫（宮崎県立都城工業高等学校）
  - 3位：下屋敷洋介、岩間詳太、古本直人（北海道滝川工業高等学校）

第8回（2008年）
- 機械系・旋盤作業部門（経済産業大臣賞） 
  - 優勝：鎌田金隆（静岡県立科学技術高等学校）
  - 2位：水田渉（兵庫県立尼崎工業高等学校）
  - 3位：今江亮太（石川県立小松工業高等学校）
- 機械系・自動車整備部門（国土交通大臣賞）
  - 優勝：岡達也（三重県立松阪工業高等学校）
  - 2位：谷川恭章（長崎県立長崎工業高等学校）
  - 3位：盛清正陽（福井工業大学附属福井高等学校）
- 電気系・電気工事部門（厚生労働大臣賞）
  - 優勝：林正樹（兵庫県立小野工業高等学校）
  - 2位：嬉野彰宏（佐賀県立佐賀工業高等学校）
  - 3位：関谷崇寛（大阪府立茨木工科高等学校）
- 電気系・電子回路組立部門（厚生労働大臣賞）
  - 優勝：山下偉愛（鹿児島県立鹿児島工業高等学校）
  - 2位：米山哲平（静岡県立浜松城北工業高等学校）
  - 3位：唐沢俊樹（長野県松本工業高等学校）
- 化学系・化学分析部門（文部科学大臣賞）
  - 優勝：濵田大樹（大阪府立茨木工科高等学校）
  - 2位：濵田廉太（兵庫県立姫路工業高等学校）
  - 3位：澁谷和樹（福井県立武生工業高等学校）
- 建設系・木材加工部門（農林水産大臣賞）
  - 優勝：加賀友也（熊本県立球磨工業高等学校）
  - 2位：渡邉匠（福島県立福島工業高等学校）
  - 3位：湯口真一郎（岡山県立水島工業高等学校）
- 建設系・測量部門（国土交通大臣賞）
  - 優勝：角屋敬之、佐藤絢香、綿屋晃希（山口県立萩商工高等学校）
  - 2位：伊藤健一、越沢良太、土谷成（金沢市立工業高等学校）
  - 3位：吉原幸平、坂口香澄、庄屋恵里菜（宮崎県立都城工業高等学校）

第9回（2009年）
- 機械系・旋盤作業部門（経済産業大臣賞）
  - 優勝：外野良太（神奈川県立川崎工業高等学校）
  - 2位：白石朋也（愛媛県立東予高等学校）
  - 3位：吉川真司（神奈川県立磯子工業高等学校）
- 機械系・自動車整備部門（国土交通大臣賞）
  - 優勝：山下誓士（三重県立松阪工業高等学校）
  - 2位：中道剛（東京都市大学塩尻高等学校）
  - 3位：矢嶋慎司（神奈川県立平塚工科高等学校）
- 電気系・電気工事部門（厚生労働大臣賞）
  - 優勝：古屋晃作（神奈川県立平塚工科高等学校）
  - 2位：木下裕太（鳥取県立米子工業高等学校）
  - 3位：今滝祐規（大阪府立茨木工科高等学校）
- 電気系・電子回路組立部門（厚生労働大臣賞）
  - 優勝：草深大貴（長野県松本工業高等学校）
  - 2位：伊賀芳和（岐阜県立岐阜工業高等学校）
  - 3位：西原翔太（北海道旭川工業高等学校）
- 化学系・化学分析部門（文部科学大臣賞）
  - 優勝：永森友樹（富山県立富山北部高等学校）
  - 2位：山口祥平（横浜市立鶴見工業高等学校）
  - 3位：河野知佳（熊本県立玉名工業高等学校）
- 建設系・木材加工部門（農林水産大臣賞）
  - 優勝：中村美洋（鹿児島県立栗野工業高等学校）
  - 2位：坂本侑弥（愛媛県立松山工業高等学校）
  - 3位：沢田篤宏（青森県立南部工業高等学校）
- 建設系・測量部門（国土交通大臣賞）
  - 優勝：畠山樹、今野知哉、佐藤亮介（秋田県立西目高等学校）
  - 2位：土井都義、仲程健、坂井秀樹（神奈川県立向の岡工業高等学校）
  - 3位：東純平、服部恭平、三葉祥馬（兵庫県立龍野実業高等学校）

第10回（2010年）
- 機械系・旋盤作業部門（経済産業大臣賞） 
  - 優勝 武田友晃 愛知県立豊橋工業高等学校
  - 準優勝 伊藤成一朗  愛媛県立東予高等学校
  - 3位 北川雅史 石川県立小松工業高等学校

- 機械系・自動車整備部門（国土交通大臣賞） 
  - 優勝 吉村大輝 三重県立松阪工業高等学校
  - 準優勝 小林優也 広島市立広島工業高等学校
  - 3位 岩﨑健悟 長崎県立長崎工業高等学校

- 電気系・電気工事部門（厚生労働大臣賞） 
  - 優勝 手柴達人 長崎県立佐世保工業高等学校
  - 準優勝 河合真也 名古屋市立工業高等学校
  - 3位 高橋和希 北海道帯広工業高等学校

- 電気系・電子回路組立部門（厚生労働大臣賞） 
  - 優勝 草深大貴 長野県松本工業高等学校
  - 準優勝 原田隆太 岡山県立笠岡工業高等学校
  - 3位 薬師寺絋 大分県立鶴崎工業高等学校

- 化学系・化学分析部門（文部科学大臣賞） 
  - 優勝 和田有加 兵庫県立兵庫工業高等学校
  - 準優勝 伊藤陸人 愛知県立愛知工業高等学校
  - 3位 和田政朋 熊本県立熊本工業高等学校

- 建設系・木材加工部門（農林水産大臣賞） 
  - 優勝 小口大輔 茨城県立水戸工業高等学校
  - 準優勝 大迫健人 愛知県立佐織工業高等学校
  - 3位 河原木陽太 青森県立南部工業高等学校

- 建設系・測量部門（国土交通大臣賞） 
  - 優勝 菊池竜矢,窪田栄作,松井嵐 愛媛県立八幡浜工業高等学校
  - 準優勝 大矢匠吾,北村将司,渡辺真也 名古屋市立工芸高等学校
  - 3位 幸正昂大,南佑輔,高山哲成 金沢市立工業高等学校

第11回（2011年）
- 機械系・旋盤作業部門（経済産業大臣賞） 
  - 優勝 樋口太郎 三重県立桑名工業高等学校
  - 準優勝 藤原翔太  愛媛県立東予高等学校
  - 3位 髙野誠人 新潟県立新潟工業高等学校
- 機械系・自動車整備部門（国土交通大臣賞） 
  - 優勝 小山平 三重県立松阪工業高等学校
  - 準優勝 小林優也 広島市立広島工業高等学校
  - 3位 光嶋雄 長崎県立長崎工業高等学校
- 電気系・電気工事部門（厚生労働大臣賞） 
  - 優勝 茂木祐太 茨城県立玉造工業高等学校
  - 準優勝 酒井俊昭 愛知県立刈谷工業高等学校
  - 3位 平能伸浩 富山県立高岡工芸高等学校
- 電気系・電子回路組立部門（厚生労働大臣賞） 
  - 優勝 山本達也 愛媛県立松山工業高等学校
  - 準優勝 二重作慶貴 茨城県立玉造工業高等学校
  - 3位 藤田光司 岡山県立笠岡工業高等学校
- 化学系・化学分析部門（文部科学大臣賞） 
  - 優勝 井上明莉 東京都立多摩科学技術高等学校
  - 準優勝 佐藤綾香 岐阜県立岐阜工業高等学校
  - 3位 伊藤智恵理 兵庫県立兵庫工業高等学校
- 建設系・木材加工部門（農林水産大臣賞） 
  - 優勝 黒木大樹 熊本県立球磨工業高等学校
  - 準優勝 岡崎友亮 名古屋市立工芸高等学校
  - 3位 小倉優貴 愛媛県立松山工業高等学校
- 建設系・測量部門（国土交通大臣賞） 
  - 優勝 斎藤佳祐,清水彩夏,丸山新平 新潟県立上越総合技術高等学校
  - 準優勝 坂井峻瑠,相馬大輝,津島祐太 栃木県立那須清峰高等学校
  - 3位 小野寺達史,金澤佳季,佐々木優樹 北海道函館工業高等学校